# Могой (Иркутская область)
Могой (бур. Могой - Змея) — деревня в Аларском районе Усть-Ордынского Бурятского округа Иркутской области. Входит в муниципальное образование «Могоёнок».

## География
Деревня расположена в 7 км северо-восточнее районного центра.
В лесах в окрестностях Могоя произрастает множество грибов и ягод.
Ранее в районе населённого пункта протекала крупная река, к настоящему времени исчезнувшая. На её месте осталось заболоченное место.
Состоит из 1 улицы (Центральная).

## Происхождение названия
Название происходит от бурятского могой — «змея».

## История
Ранее в деревне насчитывалось около 20 домов, работал свинарник. После закрытия свинарника жители стали покидать населённый пункт.

## Экономика
В деревне функционирует частная пилорама.

## Население
| 2002 | 2010 | 2011 | 2012 |
| ---- | ---- | ---- | ---- |
| 33   | ↘10  | →10  | ↗13  |

На 2013 год в деревне насчитывалось 7 жителей, 7 домов.